# ادن علی
ادن علی ادن (انگلیسی: Aden Ali Aden؛ زادهٔ ۲۷ سپتامبر ۱۹۸۸) بازیکن فوتبال اهل سومالی‌تبار اهل قطر است.